# 瓦萊迪坎布拉
40°51′N 8°24′W / 40.850°N 8.400°W
瓦萊迪坎布拉（葡萄牙语：Vale de Cambra）是葡萄牙的城鎮，位於該國中北部，由阿威羅區負責管轄，始建於1514年，面積147.33平方公里，2011年人口22,864，人口密度每平方公里160人。